# Zespół Chudleya-McCulloughów
Zespół Chudleya-McCulloughów (ang. Chudley-McCullough syndrome) – rzadki zespół wad wrodzonych, na który składają się wodogłowie spowodowane atrezją otworu Monro, głęboki obustronny niedosłuch czuciowo-nerwowy, częściowa agenezja ciała modzelowatego i torbiele pajęczynówki. Możliwe jest dziedziczenie autosomalne recesywne zespołu. Zespół został opisany po raz pierwszy u rodzeństwa kanadyjskich Mennonitów, których rodzice byli krewnymi II stopnia.